# テレサット
テレサットはカナダの衛星通信事業会社である。1969年5月2日に創業した。本社はオンタリオ州オタワにあり、米国およびブラジルに事務所がある。
2007年10月5日にロラール・スペース&コミュニケーションズとカナダ公務員年金投資委員会は、ベル・カナダから32.5億カナダドルで買収するための最終認可を規制当局から取得した。この買収手続きは2007年10月31日に完了し、ロラールがテレサット株の64%を所有することになった。
この際、テレサット・カナダはロラール・スカイネットと合併した。ロラール・スカイネットはロラール・スペース&コミュニケーションズの子会社で、ニュージャージー州ベドミンスターに本社を置く世界的な衛星オペレータであったが、この合併により、ロラール・スカイネットのすべての資産はテレサットに移されることになった。

## サービス
テレサットは、現在 世界で4番目に大きい静止衛星サービスプロバイダーである。運用中の衛星を13機と、製造中の衛星を1機所有しており、それ以外に第三者が所有する衛星13機の運用サービスを行っている。
テレサットはカナダの2大衛星放送プロバイダーであるBell TVとShaw Directの両方と、200以上のカナダのテレビチャンネルの搬送を担っている。
テレサットのAnik F2はKa帯の"スポットビーム"で衛星インターネットサービスをアメリカ向け（WildBlue）とカナダ向け(Xplornet) に提供している。
Ka帯バンドシステムは、インターネットに接続された複数の衛星地上局へのリンクや帯域幅の問題を管理するために"スポットビーム"を使用している。
ロラール・スカイネットの顧客であった HBO、ディズニー、ケーブル・アンド・ワイヤレス、 シンガポール・テレコム、Connexion by Boeing、 BT North America、中国中央電視台などは、現在はテレサットの顧客となっている。
ロラール・スカイネットは、映像やデータなど幅広い範囲の伝送サービスを提供しており、1997年にロラールがAT&T社から買収した時にロラール・スペース&コミュニケーションズの子会社となった。
スカイネットの衛星群は、テルスター11N、-12、-14R、-18からなっている。2003年に、スカイネットは北米の衛星群（テルスター5～8と13）をインテルサットに売却した（このとき、これらの衛星はインテルサットアメリカ 5～8、13と改名された）。 これは、2003年7月15日に親会社のロラール・スペース&コミュニケーションズが連邦倒産法第11章の適用を申請したことを受け、その債務を減らすためのものであった。再生契約により、スカイネットは2006年3月18日まで北米市場での競争に参加することができなかった。
また、2007年6月には、ローラル・スペース＆コミュニケーションズは、インテルサットを買収しようと試みて失敗している。

## 歴史
テレサットは、カナダの国有企業であるテレサット・カナダとして1969年に設立された。
テレサットは1972年に世界最初の静止国内通信衛星であるAnik A1を打ち上げ、運用する企業となった。この衛星は1981年まで運用された。
1979年2月までは、テレサットはカナダの地上局を独占しており、衛星通信を利用しようとする事業者は、テレサットとの間に地上局の長期リース契約を結ばなければならなかった。独占が終わっても、しばらくはこのようなリース契約が結ばれていた。
テレサットは、1998年に連邦政府からベル・カナダに売却された。
2006年12月18日に、ロラール・スペース&コミュニケーションズはカナダ公務員年金投資委員会（Public Sector Pension Investment Board (PSP Investments)）と共同で、テレサットを28億ドルで買収すると発表した。
2010年11月17日に、テレサット・ホールディングスは正式な競売プロセスを開始し、6～7億ドルで購入を希望する買主への融資を提供するためにJPモルガン・チェース、モルガン・スタンレーとクレディ・スイス・グループを雇い入れた。
テレサットは2009年12月30日に、Nimiq 6 をスペースシステムズ/ロラール（SS/L）で製造すると発表した。また、カナダの衛星TV局 Bell TV は、加入者にサービスを提供するためにこの衛星を運用期間中リースすることに合意した。 Nimiq 6 はSS/L1300バスを採用して32個のKu帯高出力トランスポンダを搭載し、15年の寿命を持つとされた。この衛星はインターナショナル・ローンチ・サービスにより2012年に打ち上げられた。
テレサットは、2013年に三菱重工業との間でテルスター12 VANTAGEを2015年の終わり頃にH-IIAロケットで打ち上げる契約を締結した。その後、2015年11月24日にH-IIAロケット29号機で打ち上げられ、同年12月からサービスを開始した。
2016年には120基の地球低軌道衛星による衛星コンステレーションを構築する構想を発表した。これは高度およそ1000kmの極軌道および傾斜軌道に6つの軌道平面を設け、各平面に少なくとも12基の衛星を配してKa帯のサービスを提供するものであった。これはカナダ政府による拡張衛星コンステレーション計画に適合したもので、全世界をサービスエリアとしていた。コンステレーションの公称はテレサット・ライトスピード（Telesat Lightspeed）とされた。
2017年には300基の衛星コンステレーションと全世界に置いた50の地球局を組み合わせる計画に発展した。極域をサービスエリアに含めるために、そのうち約80基を極軌道衛星とするものとされた。通信レイテンシ30-50msのインターネット接続を提供することが目標とされ、衛星は質量 約800kgで少なくとも10年の軌道上寿命を持つ見込みであった。衛星コンステレーションの通信容量は16-24テラビット毎秒で、うち8テラビット毎秒を利用者に開放する。
2018年に第1期の試験衛星が打ち上げられ、多くの顧客や衛星通信装置メーカが試験を行った。
2019年には打ち上げ機としてブルーオリジンのニューグレンとレラティヴィティ・スペースのテラン1を選定し、両社と契約を締結した。
2020年にはさらに拡大して1600基を越える衛星コンステレーションの計画を発表した。2020年11月には、2021年半ばにNASDAQに上場することを発表した。

## これまでに打ち上げた衛星
- Anik A1 - 1972
- Anik A2 - 1973
- Anik A3 - 1975
- Anik B - 1978
- Anik D1 - 1982 - 1991年運用終了
- Anik C3 - 1982
- Anik C2 - 1983 - 1993年に Paracom S.A. に売却
- Anik D2 - 1984 - 1991年に GE Americom、1993年に ARABSAT に売却
- Anik C1 - 1985 - 1993年に Paracom S.A. に売却、2003年に運用終了
- Anik E2 - 1991
- Anik E1 - 1991
- MSAT - 1996
- Nimiq 1 - 1999
- Anik F1 - 2000
- Nimiq 2 - 2002
- Estrela do Sul 1 (Telstar 14) - 2004
- Anik F2 - 2004
- Anik F1R - 2005
- Anik F3 - 2007
- Telstar 11N - 2009年3月31日運用開始
- Nimiq 4 - 2008
- Nimiq 5 - 2009
- Telstar 14R (Estrela do Sul 2) - 2011 - 北半分のソーラーパネルが完全に展開していない
- Nimiq 6 - 2012